# 吉原敬典
吉原敬典（よしはら けいすけ、1955年5月8日 - ）は、日本の経営学者。
学位は博士（学術）、修士(医療管理学)。目白大学大学院経営学研究科長、博士後期課程研究指導教授、経営学部経営学科教授。ビジネスクリエーター研究学会 会長、ホスピタリティマネジメント研究会 会長。尾道サポーターの会 会長。尾道観光大使、ひろしま観光大使。

## 経歴
広島県尾道市因島(旧因島市)出身。善行寺保育園、土生幼稚園、因島市立土生小学校、因島市立土生中学校を経て、広島県立因島高等学校卒業後、８か月間大阪へ出て新聞奨学生をしながら大阪予備校に通う。その後、家業の八百屋・北村食品で日立造船株式会社関係のレストランや寮、またホテルなど（日立会館、宮島荘、城山クラブ、荒神寮、長崎寮、労働会館、紅那麺店、ホテルみやじまビアガーデン等) への卸売と販売に従事する。その傍ら、通信添削で大学進学へ向け準備し、立教大学経済学部経営学科と中央大学法学部政治学科等に合格した。多くの方々に相談した結果、1977年4月立教大学に入学した。

立教大学経済学部経営学科入学後は、１年生の時の基礎ゼミで菊野一雄教授に、また２年生から４年生までは社会学部産業関係学科で開設されていたゼミを選び西山千明教授、３年生から４年生まではダブルゼミで牛窪浩教授にそれぞれ師事した。卒業論文のテーマは、「人間主役の人事管理－教育訓練・能力開発管理を中心にして－」である。西山ゼミでは、世界の新自由主義者の先生方が組織しているモンペルラン・ソサエティーの世界大会 (香港大会とスタンフォード大学大会) に参加させていただいた。また、全学的に授業を開放していた野田一夫教授がご担当の「現代産業・企業論」の履修を許可いただき、授業の進め方等、スリリングな授業を経験した。一方、大学１年生と２年生には立教サイクリスツ・ツーリング・クラブに所属し、四国一周( 今治－高知－徳島－香川 )、紀伊半島一周( 大阪－和歌山－三重－伊勢神宮 )、東北縦走( 仙台－好摩－八幡平－十和田－恐山－青森－酸ヶ湯 )など、それぞれ経験することができた。大学３年生の時には、単独で東京から直江津－金沢－鳥取－岡山－尾道・因島まで自転車で帰郷した。また、立教大学チャペル室が主催する大夕張キャンプとフィリピン・サガダキャンプにそれぞれ参加した。大学２年生では学生課主催の清里清泉寮でのフレッシュマンキャンプにリーダーの一人として参加した。どれもその後の人生に影響を与える貴重な経験となった。奨学金関係は、日本育英会貸与奨学金の他に、財団法人小川育英会給付奨学金、立教大学学業奨励奨学金(２年連続)と校友会奨学金をそれぞれ給付していただいた。アルバイトは家庭教師を主に、池袋工業で配管のための「穴」を壁にあける仕事に従事した。

1981年 立教大学経済学部経営学科卒業、2009年 東京医科歯科大学大学院医歯学総合研究科修士課程修了。修士(医療管理学)。2013年 同大学院医歯学総合研究科博士課程修了。博士(学術)東京医科歯科大学。学位論文：「 Correlation between doctor's belief on the patient's self-determination and medical outcomes in obtaining informed consent 」。
1981年 モービル石油株式会社人事部スタッフ等、1989年 産業能率大学主任研究員、2000年 長崎国際大学人間社会学部助教授を経て、2004年 目白大学経営学部経営学科教授、同大学院経営学研究科経営学専攻教授(2003年 文部科学省教員組織審査でM合判定)、2006年 同大学院経営学研究科研究指導教授(2006年 目白大学教員資格審査でMマル合判定、2012年 目白大学教員資格審査でD合判定)、2016年 目白大学教員資格審査で同大学院看護学研究科兼担(医療マネジメント特論担当)、同大学院経営学研究科博士後期課程研究指導教授 (2019年 目白大学教員資格審査でDマル合判定)となる。2022年4月から大学院経営学研究科長を務める。また、『目白大学経営学研究』編集委員会委員長を務めている。

2008年4月 － 2022年3月31日、 立教大学大学院ビジネスデザイン研究科兼任講師（ホスピタリティマネジメント1・2担当)を務めた。65歳定年リタイア。
目白大学大学院経営学研究科経営学専攻主任（2005 － 2007），学生部長(2008 － 2009) ，経営学科長(2009 － 2011)を歴任した。

学会活動では、日本ホスピタリティ・マネジメント学会理事・幹事長(1994 － 2005)、常任理事・会務担当理事(2005 － 2007)、理事(2007 － 2008)を歴任。
ビジネスクリエーター研究学会 会長(2023.4 － 現在)、副会長(2014－2022)、評議員(2014 － 現在)、理事(2008 － 2014)、ビジネスクリエーター研究学会ホスピタリティマネジメント研究部会会長(2016 － 現在)、日本経営学会、日本労務学会、日本医療・病院管理学会、日本医学教育学会、日本ナレッジマネジメント学会等で研究活動に参画している。

2010年～2011年には、公益財団法人日本生産性本部「観光・レジャー産業生産性向上推進部会」主査を務めた。
また、2013年9月には、東京医科歯科大学大学院医歯学総合研究科MMA(医療管理政策学)コース創設10周年記念特別講義の講師を務めた。

郷里の発展を願って、2017年 尾道サポーターの会会長、尾道市デスティネーションプロジェクト委員会委員長を務めている。また、尾道観光大使、ひろしま観光大使、広島県因島高等学校同窓会東京支部副支部長を務める。
1993年 上野賞、1994年 全日本能率連盟賞、1997年 通商産業省産業政策局長賞、1995年・1998年 産業能率大学研究広報賞等を受賞。

## 人物
専門は、ホスピタリティマネジメント、人的資源管理。

目白大学大学院経営学研究科経営学専攻博士後期課程ホームページでは、以下のような記載がある。
「会計学」「管理会計学」「経営組織論」「経営戦略論」「経営工学」「オペレーション・リサーチ」「経営統計学」「マーケティング」「ホスピタリティマネジメント」の９分野で博士論文作成指導を行うとともに、内外の主要学会において研究報告を行い、学会誌に査読付き学術論文の掲載を目標とした指導を行います。

1992年から、現代社会が抱える問題解決へ向けて有効な手がかりにするため、『ホスピタリティマネジメント』に着目した。現在、ホスピタリティについては、「おもてなし」「サービス」「顧客満足のためのツール」「接客にのみ関係する概念」などと受けとめられ混沌としているといえる。そのような状況の中、よい研究とは「多くの人が気づいていないが重要であることを明らかにすること」との思いから、日本発のホスピタリティマネジメントについて研究し発信し続けている。
「ホスピタリティ産業におけるマネジメント」という従来からの捉え方だけではなく、「ホスピタリティ概念によるマネジメント」の観点からアプローチし研究を継続している。経営学は理論と実践の分離を許さないところにその特性を見い出すとの観点から、ホスピタリティに関する事例研究のためのフィールドとして、「観光」「娯楽・芸術・芸能」「生活全般」「まち」「医療・介護」の5つの領域を設定した。
目白大学大学院経営学研究科経営学専攻博士後期課程ホームページにおいて、吉原敬典 教員紹介欄の特記事項として以下の記載がある。
経営学専攻修士課程論文指導可能
経営学専攻博士後期課程論文指導可能
2017年5月にビジネスクリエーター研究学会の中にホスピタリティマネジメント研究部会(通常、ホスピタリティマネジメント研究会と呼称)を立ち上げた。そして、2018年7月には分科会としてホスピタリティコミュニティを設立し活動している。ホスピタリティマネジメント研究会では、参加された方々にホスピタリティマネジメントを学ぶ上で目標を定めることの大切さについて語りかけている。
本日、参加の皆様へ
ホスピタリティマネジメントを学ぶ上で、あなたの目標は何でしょうか？　たとえば、以下のことをわかりやすく、誰にでも身に覚えのある事例を用いて自らの言葉で一つ一つ説明できるようになるなんていかがでしょうか？
1). ホスピタリティを日本語で表現するとしたらどうか?
2). 価値共創と連携の関係はどう捉えるか?
3). ホスピタリティ」「おもてなし」「サービス」の違いは何か?
4). お客様第一主義、経営第一主義に陥ると、それぞれどうなるか?
5). ホスピタリティを醸成し向上させるには、何に手を打てばよいか?
6).「ホスピタリティマネジメント」「サービスマネジメント」「人間力マネジメント(人的資源管理)」の相互関係についてはどのように捉えたらよいか?
7). 二項両律のマネジメントについてどう説明するか?
8)．「買い手よし」「売り手よし」「世間よし」を目指すには、何を拠り所にどうマネジメントしたらよいか?
9). 仕事という言葉についてはどう捉えたらよいのか?
10). 感情労働という表現についてはどのように説明したらよいか?
11). 長時間労働とクレーマーが生まれるのはなぜか?
12). サービスの傾向である「サービスの無人化・自動化」と「サービスの経済化」についてはどのように捉えるか?
13). セルフサービスのメリットとデメリットについては、提供者側と享受者側でそれぞれどうか?
14). 満足概念と感動概念の違いは何か?
15). サービスの意味づけと位置づけについてはどうか?

## 著書
- 「未来創造へ向けてホスピタリティ経営を推進する：従来からのサービスマネジメントだけでは適応できない！(第１章)」『経営学の未来を考える：不確実性の高い時代を乗り切るために』(２０２３年　ミネルヴァ書房・目白大学経営学部・大学院経営学研究科編) ISBN 978-4-623-09546-9
- 『ホスピタリティマネジメントが介護を変える：サービス偏重から双方向の関わり合いへ』(２０２０年　ミネルヴァ書房・編著) ISBN 978-4-623-08945-1
- 『医療経営におけるホスピタリティ価値：経営学の視点で医師と患者の関係を問い直す』(２０１６年　白桃書房・単著) ISBN 978-4-561-26674-7
- 『ホスピタリティマネジメント：活私利他の理論と事例研究』(２０１４年　白桃書房・編著) ISBN 978-4-561-25641-0
- 『ホスピタリティ・リーダーシップ』（２００５年　白桃書房・単著） ISBN 4-561-26428-0
- 『「開放系」のマネジメント革新：相互成長を促進する思考法』（１９９８年　同文舘出版・単著） ISBN 4-495-36301-8
- 『共働の推進』（１９９５年　学校法人産業能率大学・単著）
- 「新たなホスピタリティの視点」『マーケティング戦略の意思決定』(２００７年　冨山房インターナショナル・共著) ISBN 978-4-902385-38-0
- 「幸福感を感じる無償の働きかけ～変革への起爆！！ホスピタリティ・マネジメントの登場～」『ホスピタリティの時代』(２００５年　熊本日日新聞情報文化センター・共著) ISBN 4-87755-216-2
- 「成果主義を定着させる人事考課について」『人的資源管理と組織設計』（２００８年　冨山房インターナショナル・共著）
- 「観光とホスピタリティ」『現代観光へのアプローチ』（２００３年　白桃書房・共著）
- 『観光・旅行用語辞典』(２００８年　ミネルヴァ書房・共著)
- 『共働によるマネジメントの基本』（１９９６年　産業能率大学出版部・共著）
- 『今の自分を発見すれば仕事革新ができる』（１９９６年　産業能率大学出版部・共著）
- 『目標達成と新しい人事考課』（１９９７年　産業能率大学出版部・共著）
- 『ネットワークとマネジメントに関する調査研究：上場企業アンケート調査による』(１９９８年　学校法人産能大学総合研究所・単著)
- 『実践経営辞典』(２００６年　桜門書房出版部・共著)
- 「第2章 業務活動の支援マネジメント」 「第7章 目標による管理システム」 『最新現代人事労務全集・第2巻、ワーク・システム』 （２００２年　全日法規・共著）
- 『新たな経営原理の探求』(２０１１年　千倉書房・日本経営学会編・共著)

## 論文
- Keisuke Yoshihara and Kozo Takase（2013），Correlation between doctor's belief on the patient's self-determination and medical outcomes in obtaining informed consent, Journal of Medical and Dental Sciences, 60(1) ,Tokyo Medical and Dental University, pp. 23-40.

- 「医療におけるインフォームド・コンセントの研究」『経営学論集第83集データベース 管理番号：JBM_RP83-E86-2012_F_65』 共著（2013年　日本経営学会）
- 「ホスピタリティマネジメントの構造に関する一考察」『目白大学経営学研究』第10号、単著(2012年　目白大学)
- 「インフォームド・コンセントの実施に関する一考察 ―医師を対象にした実態調査からのアプローチ―」 『目白大学経営学研究』 第9号、単著（2011年　目白大学）
- 「インフォームド・コンセントのあり方に関する一考察 ―ホスピタリティ概念からのアプローチ―」 『目白大学経営学研究』 第8号、単著（2010年　目白大学）
- 「ホスピタリティ・マネジメントの枠組みに関する研究 (Ⅲ) ～自律性と権限～」　『学会誌HOSPITALITY』 第13号、単著（2006年　日本ホスピタリティ・マネジメント学会）
- 「ホスピタリティ・マネジメントの枠組みに関する研究 (Ⅱ)」 『学会誌 HOSPITALITY』 第12号、単著（2005年　日本ホスピタリティ・マネジメント学会）
- 「ホスピタリティ・マネジメントの枠組みに関する研究 (Ⅰ)」 『学会誌 HOSPITALITY』 第11号、単著（2004年　日本ホスピタリティ・マネジメント学会）
- 「ホスピタリティ・プロセスに関する一考察 (Ⅲ)」 『学会誌 HOSPITALITY』 第10号、単著（2003年　日本ホスピタリティ・マネジメント学会）
- 「ホスピタリティ・プロセスに関する一考察 (Ⅱ)」 『学会誌 HOSPITALITY』 第9号、単著（2002年　日本ホスピタリティ・マネジメント学会）
- 「ホスピタリティ・プロセスに関する一考察 (Ⅰ)」 『学会誌 HOSPITALITY』 第8号、単著（2001年　日本ホスピタリティ・マネジメント学会）
- 「ホスピタリティを具現化する人財に関する一考察」『長崎国際大学論叢」第1巻(創刊号)、単著(2001年  長崎国際大学)
- 「ホスピタリティ・マネジメントに関する実証的研究」『学会誌 HOSPITALITY』第7号、単著（2000年  日本ホスピタリティ・マネジメント学会）
- 「目標による管理に関する考察－地域社会の活性化に貢献する組織活動―」『学会誌 HOSPITALITY』第6号、単著（1999年  日本ホスピタリティ・マネジメント学会）
- 「セルフ・マネジメントとホスピタリティ」『学会誌 HOSPITALITY』第5号、単著（1998年  日本ホスピタリティ・マネジメント学会）
- 「ホスピタリティ・マネジメントと共働による人事考課」『学会誌 HOSPITALITY』第4号、単著（1997年  日本ホスピタリティ・マネジメント学会）
- 「共働を推進するヒューマン・リソース・マネジメント」『学会誌 HOSPITALITY』第3号、単著（1996年  日本ホスピタリティ・マネジメント学会）
- 「自己革新促進への取り組み」『日本経営教育学会年報』第10号、単著 (1991年　日本経営教育学会)
- 「マネジャー育成に関する考察」『実践経営学会機関誌通巻』第34号、単著 (1997年　実践経営学会)
- 「変化即応の目標による管理に関する一考察」『実践経営学会機関誌通巻』第39号、単著(2002年　実践経営学会)
- 「家族におけるホスピタリティ論考」『目白大学短期大学部女子教育研究所報』第28号、単著(2006年　目白大学短期大学部女子教育研究所)
- 「人的資源管理論の視点からホスピタリティを具現化する人材について」『目白大学大学院経営学研究科ディスカッションペーパー』No.２、単著 (2008年　目白大学大学院経営学研究科)
- 「日本におけるインフォームド・コンセントに関する一考察－医師を対象にした実態調査と今後の展望－」『東京医科歯科大学大学院医歯学総合研究科医療管理政策学コース』、単著 (2009年　東京医科歯科大学大学院医歯学総合研究科)
- 「ホスピタリティマネジメントと病院組織マネジメント」『病院』１２月号、第８０巻第１２号、単著(2021年　医学書院)
- その他、学術論文、学会報告、年報、リサーチペーパー、公的報告書など多数。

## 研究のキーワード
- ホスピタリティ概念
- おもてなし
- ホスピタリティ概念によるマネジメント（ホスピタリティマネジメント）
- サービス概念
- サービスマネジメント
- 人間力マネジメント（人的資源管理）

## 現在の主たる研究テーマ
1. ヒューマンリソースマネジメント：人事考課と人財育成、成果主義の浸透・定着に関する研究。
2. ホスピタリティマネジメントの理論的な枠組みに関する研究。
3. サービスマネジメントの現状とその方向性に関する研究。
4. 2025年へ向けてホスピタリティマネジメントの視点から高齢者への医療と介護のあり方に関する研究。
5. 「おもてなし」「ホスピタリティ」「サービス」の意味と用法に関する研究。